# Johannes Böttner

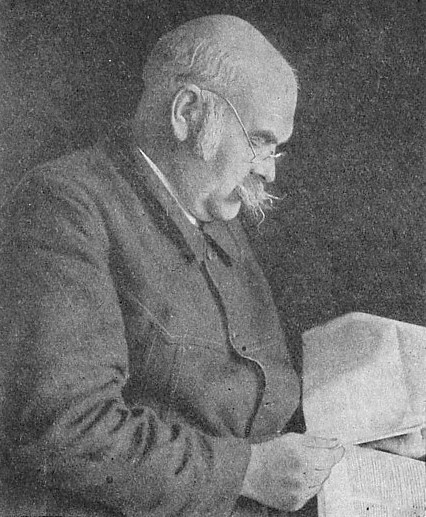
Johannes Böttner.

Johannes Böttner (* 3. September 1861 in Greußen; † 28. April 1919 in Frankfurt (Oder)) war ein deutscher Gartenbauunternehmer.

## Leben
Als Sohn des Kunst- und Handelsgärtners Theodor B. erlernte er den Gärtnerberuf unter anderem bei Nicolas Gaucher in Stuttgart. Auf seinen Wanderjahren kam er längere Zeit nach Frankreich und England. Robert Zander schreibt: „In seine thüringische Heimat zurückgekehrt, rief ihn der Hofbuchdrucker Trowitzsch nach Frankfurt (Oder), um eine neue Zeitschrift 'Praktischer Ratgeber' zu gründen und auszubauen. Dies führte ihn an den Kleingartenbesitzer heran, dem er in erster Linie Ratgeber sein sollte. Es lag ihm jedoch nicht, nur vom Schreibtisch aus zu arbeiten, und so gründete er daneben eine Gärtnerei, um die vielen Ideen, von denen er beseelt war, in der Praxis zu erproben.“

## Werk
Seit 1886 erschien die Zeitschrift „Praktischer Ratgeber im Obst- und Gartenbau“. Im Frankfurter Obst- und Gemüsebaugebiet wurde Böttners 1886 gegründete Firma die führende. Spezialgebiete waren Spargel, Rhabarber, Gemüse und Blumen. Böttner züchtete auch eigene Sorten wie den Spargel „Böttners Riesen“ und die Erdbeeren „Flandern“, „Deutsch-Evern“ (1902) und „Sieger“ (1897), „Böttners Treibsalat“ die ersten rotfleischigen Rhabarbersorten, die Teehybriden „Natalie Böttner“ und „Frankfurt“ sowie die Rankrose „Fragezeichen“. Böttner gilt als erster bedeutender Erdbeerzüchter in Deutschland. Pionier war Böttner auf vielen Gebieten. Er führte den Großanbau von Tomaten und Rhabarber ein. Die Tomate war zwar schon Ende des 16. Jahrhunderts als Zierpflanze vorhanden, wurde aber nicht verzehrt. Aus England kam die Gewohnheit, Tomaten zu essen, zuerst nach Hamburg. Brandenburg kam erst spät ins Spiel. „Als ich Oktober 1885 nach Frankfurt an der Oder kam [berichtet Böttner] waren hier Tomaten nur ganz vereinzelt zu finden. Ich baute gleich im folgenden Jahre in meinem Garten 23 verschiedene Sorten an und brachte ein größeres Sortiment davon auf einer Ausstellung im Herbste 1886 zur Vorführung. Die Früchte wurden als etwas Fremdartiges angestaunt, aber es fühlten sich nur wenige Gartenbesitzer veranlaßt, Versuche mit dem Anbau zu machen. Ich habe dann später die Kultur im größeren Maßstabe versucht, aber so wenig Absatz gefunden, daß ich mich tatsächlich entschließen mußte, die Tomatenfrüchte an die Schweine zu füttern.“ Durch gezielte Werbung gelang es Böttner schließlich doch, die Brandenburger für Tomaten einzunehmen. Den Durchbruch brachte ein vom Frankfurter Gartenbauverein veranstaltetes Tomatenfest 1903, auf dem verschiedene Tomatengerichte und Rezepte ausgegeben wurden.
Ähnlich ging es mit dem Rhabarber. So schrieb die Frankfurter Oderzeitung am 11. Mai 1889: „Auf unserem Wochenmarkte findet man seit kurzem ein eigenartiges, noch wenig bekanntes Gemüse: Rhabarber. In Englands Gärten heimisch und dort hochgeschätzt, hat sich der Rhabarber als Küchengewächs zunächst in Hamburg und anderen Küstenstädten eingebürgert, erschien dann vor einigen Jahren auf dem Berliner Markt, wo er, wie jetzt auch hier, mehr in Aufnahme kommt.“
Eine weitere wichtige Innovation Böttners war das Buschobst. Nachdem er 1893 auf seinem Gärtnereigelände auf dem Hedwigsberg bei Frankfurt selbst eine Buschobstanlage geschaffen hatte, veröffentlichte er 1898 einen Artikel und 1899 ein Buch „Das Buschobst,“ das viele Auflagen erlebte. Er sah im pflegeleichten Buschobst anstelle des aufwendigen Formobsts und der unbequemer zu handhabenden Hochstämme die Grundlage des „Obstbaus der Zukunft“ – womit er recht behalten sollte. Auf seiner Plantage standen Pfirsiche und Äpfel (Wintergoldparmäne und Weißer Wintercalvill) im 2-Meter-Raster. Vorbild waren für ihn die USA.
Sein erfolgreichstes Buch wurde das „Gartenbuch für Anfänger“ (1. Auflage 1895, 32. Auflage 1967). Böttners Schriften erschienen sämtlich im Frankfurter Verlag Trowitzsch, der unter Eugen Trowitzsch (1854–1904) neben Paul Parey in Berlin zum führenden Gartenbauverlag in Brandenburg wurde. Die reich illustrierten Bücher waren in ganz Deutschland stark verbreitet. Böttner redigierte den „Praktischen Ratgeber“ bis zu seinem Tode selbst, dann wurde die Redaktion von Alexander Steffen weitergeführt.

## Nachfolge
Schon 1911 übernahm sein Sohn Johannes Boettner d. J. (1889–1970) die Firma. Er interessierte sich für den praktischen Gartenbau allerdings weniger als sein Vater. Er hatte 1908 bei dem Pariser Gartenarchitekten Jules Vacherot gearbeitet. 1913 ließ er ein kleines Buch „Gartenentwürfe“ erscheinen, das auch eigene Arbeiten in Brandenburg enthält. Bekannter wurde er durch seine Mitgliedschaft in der NSDAP und als einer ihrer führenden Ideologen auf dem Gebiet des Gartenbaus. Als „Reichsfachwart Gartenbau“ erlangte Boettner im Nationalsozialismus die oberste Stellung auf diesem Gebiet in Deutschland, die sich auch in der Bezeichnung „Führer des deutschen Gartenbaues“ ausdrückte. Boettner war maßgeblich an der Gleichschaltung und Ideologisierung des Berufsstandes beteiligt. Als 1935 der „Praktische Ratgeber“ in „Deutscher Garten“ umbenannt wurde, schrieb er ein Geleitwort, in dem es heißt, die „neue Beziehung zum Boden,“ die „Wiedergeburt nordisch germanischer Geisteshaltung“ suchten Erfüllung im Garten. „Deutscher Garten“ erschien bis September 1944. Boettner verlor seine Ämter 1943 infolge Differenzen mit der Partei wegen seiner Freimaurerschaft, wurde aber Chef der deutschen Besatzungsmacht für Jugoslawien. 1945 wurde die Firma enteignet. Im Westen fand Boettner d. J. neue Tätigkeitsfelder.